# ZUB 123

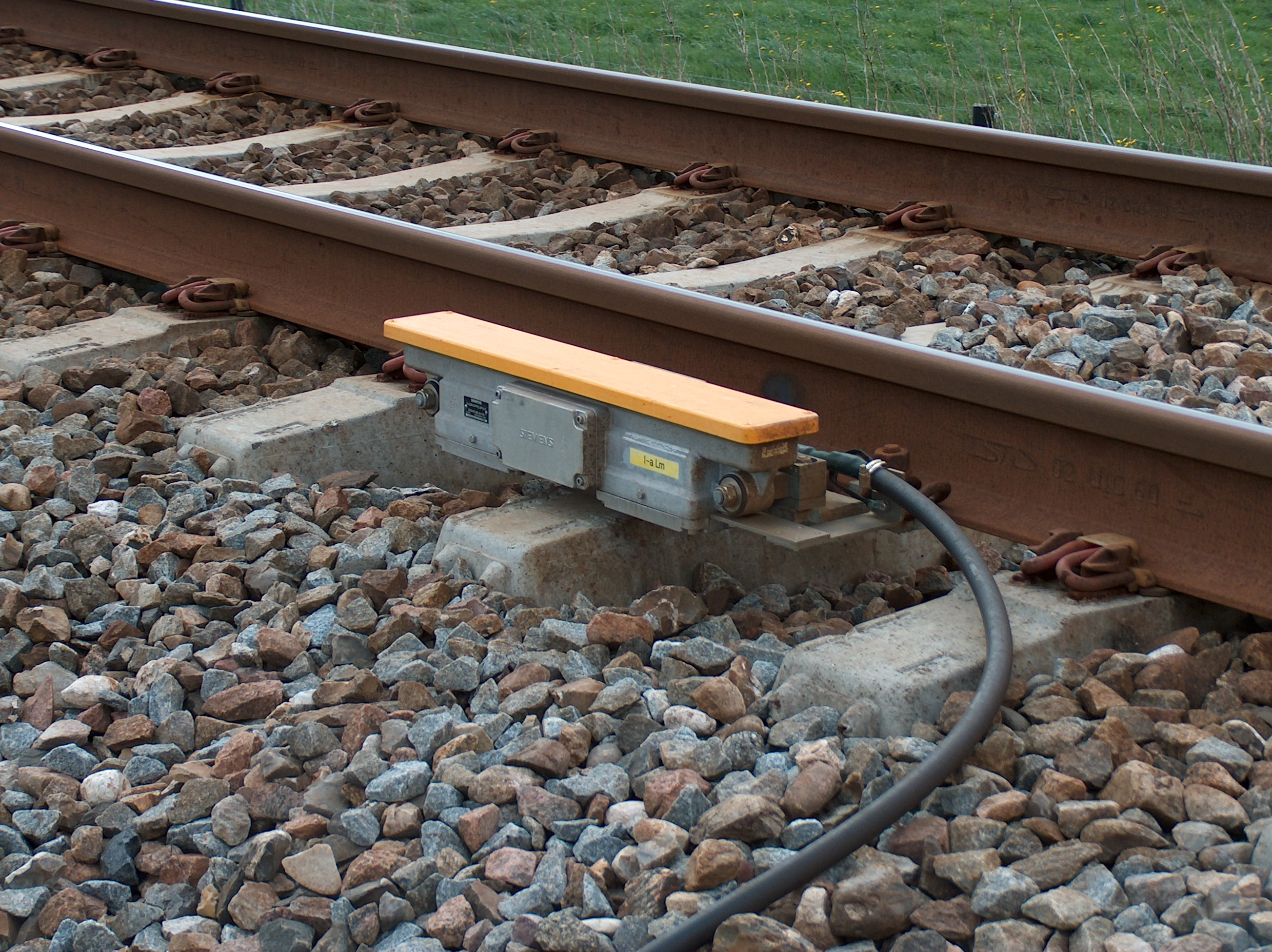
ZUB 123-Gleiskoppelspule

ZUB 123 ist die international übliche Bezeichnung für ein bei den Dänischen Staatsbahnen (DSB) eingesetztes punktförmiges Zugbeeinflussungssystem, wobei einzelne Abschnitte auch linienförmig überwacht werden können. In Dänemark selbst wird die Zugbeeinflussung als Automatic Train Control (ATC) bezeichnet, obwohl sie sich von dem bei den schwedischen und norwegischen Eisenbahnen eingesetzten ATC unterscheidet. Verwandt ist ZUB 123 mit der bei Schweizer Normalspurbahnen eingesetzten Zugbeeinflussung 121 (ZUB 121), und mit ZUB 122, die zur Geschwindigkeitsüberwachung deutscher Neigezüge dient.
Der Hersteller Siemens bezeichnet ZUB 123 auch als dänische Version der zuvor generisch entwickelten ZUB 100.

## Geschichte
Zur Ermöglichung von Geschwindigkeiten über 140 km/h begannen die DSB 1978, ein geeignetes Zugbeeinflussungssystem auszuwählen – zuvor wurde der Betrieb ohne eine derartige Sicherung durchgeführt. 1986 wurde eine Versuchsanlage auf dem Abschnitt Næstved – Glumsø der Sydbanen in Betrieb genommen. 1988 wurde der Auftrag zur Einführung von ZUB 123 an Siemens vergeben. 1992 waren 78 Fahrzeuge und 200 km Strecke ausgerüstet. Der Endausbau wurde damals mit 409 Fahrzeugen und 4000 km Strecke projektiert. Seit 1996 ist auf dem Streckennetz der DSB flächendeckend ZUB 123 verfügbar. Die zugelassene Höchstgeschwindigkeit ist mit 180 km/h festgelegt.

## Aufbau

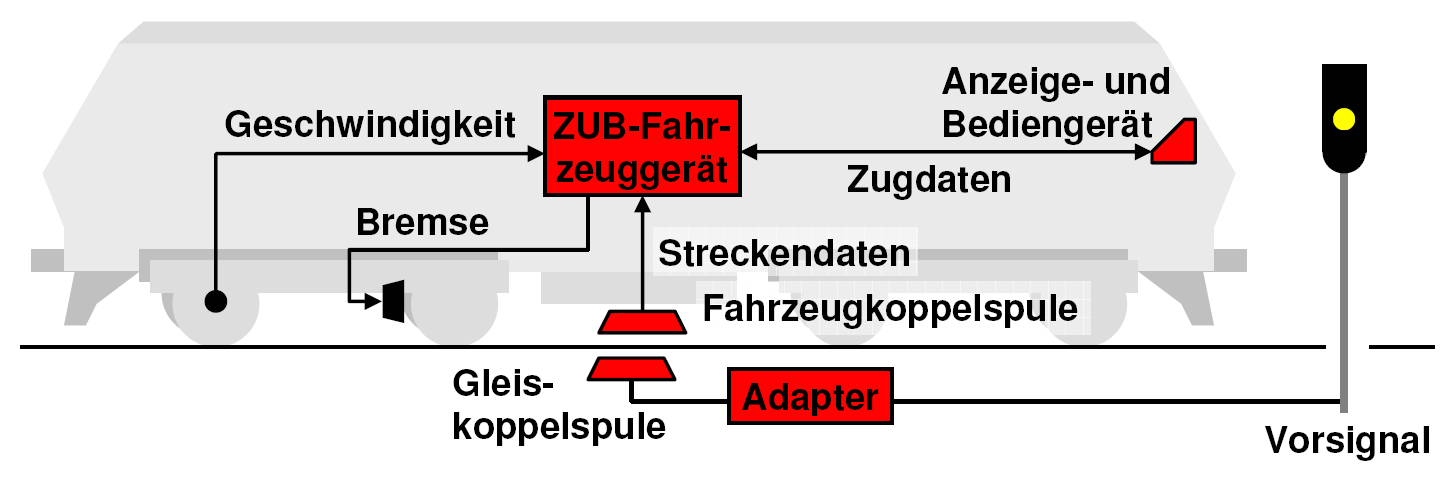
Prinzip der Zugbeeinflussung ZUB 123

Die Streckenausrüstung von ZUB 123 besteht aus Gleiskoppelspulen (Transpondern), die auf der Gleisaußenseite montiert sind. Die Gleiskoppelspulen haben keine eigene Energieversorgung, sondern nutzen von der Fahrzeugkoppelspule abgestrahlte Hochfrequenz-Energie, um Datentelegramme an das Triebfahrzeug zurückzusenden. Bei linienförmig überwachten Abschnitten kommen Linienleiter, zwischen den Schienen verlegte Kabelpaare, zum Einsatz. Signaladapter tasten die zu übertragenden Signalinformationen ab und leiten sie an die Gleiskoppelspulen und Linienleiter weiter.
Vor einer punktförmigen Telegrammübertragung beeinflusst die streckenseitige Koppelspule zunächst einen auf 50 kHz abgestimmten Fahrzeugschwingkreis. Dies bewirkt auf dem Fahrzeug die Aktivierung einer zweiten 100 Hz-Koppelspule, die die nötige Energie für die folgende serielle Datenübertragung bei einer Frequenz von 850 kHz bereitstellt (vgl. ZUB 122). Die linienförmige Übertragung ist kompatibel mit der ORE A46 Spezifikation. Entsprechend werden mittig im Gleis verlegte Leiter mit einer Übertragungsfrequenz von 36 kHz verwendet. Punktförmig und linienförmig empfangene Informationen werden von unterschiedlichen Empfangseinrichtungen aufbereitet und über getrennte Kanäle zum zentralen Fahrzeuggerät übertragen.
Die Fahrzeugausrüstung besteht aus dem Fahrzeugrechner auf Basis des zweikanaligen SIMIS-3116 Mikrocomputersystems, einer an einem Drehgestell montierten Fahrzeugkoppelspule zum Empfang der Streckendaten, einem an einem Radsatz montierten Wegimpulsgeber zur Messung der Geschwindigkeit und der zurückgelegten Strecke sowie einer Anzeige- und Bedientafel in jedem Führerstand. Der Fahrzeugrechner gilt als signaltechnisch sicher. Er ist über eine Bremsenschnittstelle mit der Bremsanlage verbunden.

## Funktion
Die von den Gleiskoppelspulen beziehungsweise Linienleitern gesendeten Datentelegramme bestehen aus fest einprogrammierten Streckendaten und den veränderlichen Signalinformation. Aus den übertragenen Daten und den durch den Triebfahrzeugführer eingegebenen Angaben über die Länge des Zuges, dessen Höchstgeschwindigkeit und seine Bremseigenschaften berechnet das Fahrzeuggerät eine Bremskurve, bei deren Überschreitung eine Zwangsbremsung ausgelöst wird.
Die Bremskurve bleibt wirksam, wenn nach der Vorbeifahrt am Vorsignal das Hauptsignal von der Haltestellung auf Fahrt geht. Der Triebfahrzeugführer hat den Zug abzubremsen, denn die Bremsüberwachung wird erst durch die Gleiskoppelspule beim Hauptsignal aufgehoben. Um den Betrieb flüssiger zu gestalten, können zusätzliche Gleiskoppelspulen oder ein Linienleiter zwischen Vor- und Hauptsignal verlegt werden.
Mit jedem übertragenen Datentelegramm wird dem Triebfahrzeug auch mitgeteilt, in welcher Entfernung die nächste Gleiskoppelspule zu erwarten ist. Weil das Fahrzeuggerät aus der Anzahl Radumdrehungen die Position der nächsten Gleiskoppelspule bestimmt, erkennt ZUB 123 einen allfälligen Ausfall einer Gleiskoppelspule und löst eine Zwangsbremsung aus.

## Verwandte dänische Zugbeeinflussungssysteme

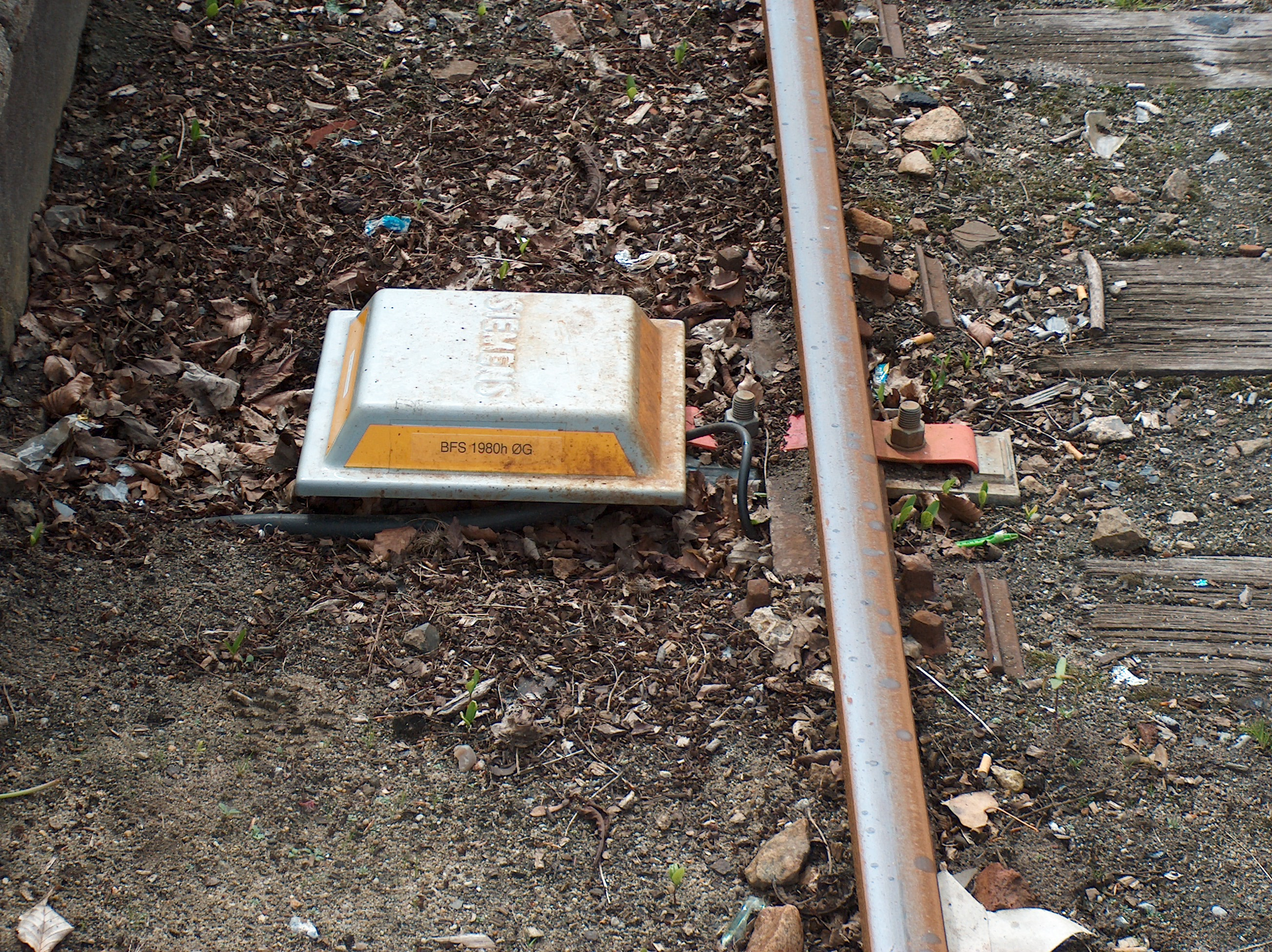
ATP-Balisen können nur die Signalinformationen Halt und freie Fahrt übertragen.

Auf der Hornbækbane Helsingør–Hornbæk–Gilleleje kommt seit dem Jahr 2000 mit Automatic Train Protection (ATP) eine stark vereinfachte und billigere Version von ZUB 123 zum Einsatz. ATP löst beim Überfahren von geschlossenen Signalen eine Zwangsbremsung aus. Fahrzeuge mit der komplexeren ZUB 121-Ausrüstung sind auf der mit ATP gesicherten Strecke einsetzbar.
Vier weitere dänische Privatbahnstrecken mit Geschwindigkeiten bis 120 km/h sind seit 2005 mit ATC-togstop (ATC-t) ausgerüstet. Die Streckenausrüstung stammt von ATP und teilweise von ZUB 123, auf den Fahrzeugen kommen ZUB 123-Geräte zum Einsatz. ATC-togstop  verhindert das Überfahren von geschlossenen Signalen und kontrolliert den Bremsvorgang durch Überwachung der Bremskurve.

## ETCS als Nachfolgesystem
Bezüglich ETCS wird ZUB 123 als Klasse-B-System geführt. Für Triebfahrzeuge mit ETCS-Ausstattung wurde ein Specific Transmission Module (STM) entwickelt, das die bisherige Funktion weiterhin zur Verfügung stellt.
Der dänische Schienennetzbetreiber Banedanmark wird ZUB 123 voraussichtlich bis 2030 durch ETCS Level 2 ersetzen.